# 일레인 캐시디
일레인 캐시디(Elaine Cassidy, 1979년 12월 31일 ~ )는 아일랜드의 배우이다.

## 출연 작품

### 영화
- The Stranger Within Me (1994) - 단편
- 펠리시아의 여행 (1999)
- 디스코 피그 (2001)
- 잃어버린 세계 (2001)
- 디 아더스 (2001)
- 아돌프 삼촌 (2005, Uncle Adolf)
- 아버지를 마지막으로 본 것은 언제입니까? (2007, And When Did You Last See Your Father?)
- 전망 좋은 방 (2007)
- 하퍼스 아일랜드 (2009)
- The Miraculous Year (2011)
- 더 로프트: 비밀의 방 (2014)
- 챔피언 프로그램 (2015)
- Acres and Acres (2016)
- 더 원더 (2022)

### 텔레비전
- 핑거스미스 (2005)
- 더 파라다이스 (2013)
- 노 오펜스 (2015-18, No Offence)
- 마녀의 발견 (2020)